# Rouwen Huther
Rouwen Huther (* 1978) ist ein deutscher Opernsänger mit Stimmlage Tenor.

## Leben
Er erhielt seine künstlerische Ausbildung bei Donald Litaker (Hochschule für Musik Karlsruhe) und Richard Staab (Wiesbadener Musikakademie). Außerdem war er Schüler von Cornelius L. Reid (New York) und nahm an Meisterkursen von Kammersängerin Hilde Zadek, Kammersängerin Júlia Várady und Kammersänger Dietrich Fischer-Dieskau teil. Neben ersten Preisen bei „Jugend musiziert“ erhielt er 2000 ein Stipendium der Carl-Hempel-Stiftung Wiesbaden und 2001 ein Stipendium des Richard-Wagner-Verbandes.

## Opern-Engagements (in Auszügen)
- 2002 Offizier in Comedy on the Bridge von B. Martinů bei den Internationalen Maifestspielen am Hessischen Staatstheater Wiesbaden
- 2004 Purcells Traum von König Artus (Tankred Dorst/Henry Purcell) am Hessischen Staatstheater Wiesbaden
- 2005 Nuradin in Der betrogene Kadi von Ch. W. Gluck bei der Jungen Oper Rhein-Main
- 2005 Lenski in P. I. Tschaikowskis Eugen Onegin bei der Internationalen Opernakademie Bad Orb
- 2006 Bootsmann und Ceres in W. Shakespeares Der Sturm
- 2006 Prinz in Die Liebe zu den drei Orangen von S. Prokofjew am Konzerthaus Karlsruhe
- 2007 Tonda und Wittko in der Opern-Uraufführung Krabat von F. Zeller am Nationaltheater Mannheim
- 2009 Hermann in P. I. Tschaikowskis Pique Dame am Konzerthaus Karlsruhe
- 2009 Erster Gefangener in Fidelio von L. v. Beethoven bei den Tiroler Festspielen in Erl
- 2010 Doktor in Tri Sestri von Péter Eötvös am Prinzregententheater München
- 2010 Erster Geharnischter in Die Zauberflöte von W. A. Mozart bei den Tiroler Festspielen in Erl
- 2010 Lysander in A Midsummer Night’s Dream von B. Britten am Konzerthaus Karlsruhe
- 2010 Prinz in Die Liebe zu den drei Orangen von S. Prokofjew am Theater Krefeld
- 2011 Fidelio von L. v. Beethoven am Teatro Comunale in Bolzano und Teatro di tradizione Dante Alighieri in Ravenna
- 2011 Pappacoda in Eine Nacht in Venedig bei den Internationalen Musikfesttagen Classionata
- 2011 Doktor (Tschebutikin) in Tri Sestri von Péter Eötvös an der Staatsoper Unter den Linden Berlin

Rouwen Huther arbeitete bereits mit namhaften Dirigenten (z. B. Stefan Asbury, Ulf Schirmer, Andreas Spörri), Regisseuren (z. B. David Mouchtar-Samorai, András Fricsay, Rosamund Gilmore und Bruno Klimek) und renommierten Orchestern (z. B. Münchner Rundfunkorchester, Hessisches Staatsorchester, Philharmonie Baden-Baden) zusammen.

## Konzert- und Liedgesang
Rouwen Huther ist auch als Konzertsänger tätig. Zu seinem geistlichen Repertoire gehören Messen und Oratorien von J. S Bach, Joseph Haydn, Camille Saint-Saëns, Giacomo Puccini, Giuseppe Verdi, W.A. Mozart, Franz Schubert, Max Bruch und Lorenzo Perosi. Sein Liedrepertoire umfasst die deutschen romantischen Liedkomponisten wie Robert Schumann und Franz Schubert, fand aber seinen Schwerpunkt bei Richard Strauss und Erich Wolfgang Korngold. Er sang bisher u. a. im Kloster Eberbach, Kurhaus Wiesbaden, Kurhaus Baden-Baden, Staatstheater Wiesbaden, Nationaltheater Mannheim, Prinzregententheater München, Konzerthaus Karlsruhe, Passionsspielhaus Erl. Seine Engagements führten ihn auch ins Ausland, u. a. nach Österreich, Italien, Schweiz und Frankreich.